# کائده کوندو
کائده کوندو (انگلیسی: Kaede Kondo؛ زادهٔ ۶ اکتبر ۱۹۹۱) بازیکن بسکتبال اهل ژاپن است.
وی در مسابقات کشوری و بین‌المللی در مجموع برندهٔ ۱ مدال طلا شده‌است.